# داشلی‌بولاغ‌تپه
داشلی بولاغ تپه مربوط به پیش از دوران‌های تاریخی پس از اسلام است و در شهرستان هشترود، بخش مرکزی، روستای عجمی واقع شده و این اثر در تاریخ ۱۱ مرداد ۱۳۸۴ با شمارهٔ ثبت ۱۲۶۳۸ به‌عنوان یکی از آثار ملی ایران به ثبت رسیده است.